# Запорізька обласна філармонія
Комунальний заклад «Запорíзька обласнá філармóнія» Запорізької обласної ради — єдина професійна концертна організація Запорізької області. Основна мета філармонії — популяризація кращих світових шедеврів класичного, сучасного академічного вокально-музичного мистецтва, естрадної творчості, збереження українських пісенних традицій та мистецьких перлинкозацького краю. Це — творчий бренд, який створює плеяда талановитих музикантів, співаків, майстрів художнього слова та хореографів.
Комунальний заклад «Запорізька обласна філармонія» Запорізької обласної ради є підпорядкованою, підзвітною та підконтрольною Запорізькій обласній раді тапідвідомчою Департаменту культури, туризму, національностей та релігій Запорізької облдержадміністрації.

## Опис
Запорізька обласна філармонія заснована 11 січня 1939 року.  На той час у Обласній державній філармонії працювало 17 артистів.
Під час Другої Світової війни діяльність філармонії була призупинена. 13 лютого 1944 року філармонія відновила свою роботу під назвою "Концертно-естрадне бюро", 24 березня 1944 року Запорізьке Концертно-естрадне бюро було перейменоване у Запорізьку обласну державну філармонію, а у 1978 році - у Запорізьку обласну філармонію.
Досить тривалий час філармонія не мала своєї концертної зали і виступи артистів проходили на орендованих майданчиках: у театрах, клубах, парках.
Прекрасну монументальну споруду - концертний зал імені М.І.Глінки, в якому на сьогодні базується Запорізька обласна філармонія, подарували місту запорізькі металурги та будівельники у 1953 році. Концертний зал імені М.І. Глінки збудованийза проєктом архітектора Г.Г. Вегмана та інженера В.Г. Шапільського.
У 1955 році біля входу у концертний зал встановлено пам’ятник видатному композитору, засновнику загальнослов’янської музичної культури та класичної музики Михайлу Івановичу Глінці (скульптор А. Страхов). І наразі, концертний зал іменіМ.І.Глінки Запорізької обласної філармонії - один із кращих концертних залів Україниза акустичними властивостями.
Запорізька філармонія має велику залу на 720 місць та камерну залу на 120 місць. У 2016 році концертний зал імені М.І. Глінки Запорізької обласної філармонії пережив своє друге народження. Проведено реконструкцію великої зали, встановлено європейського рівня глядацькі крісла "Vivaldi". Сцена оснащена сучасною  звуковою та світловою апаратурою, великим світлодіодним екраном, створені належні умови для активного культурного обслуговування глядачів.

## Сьогодення

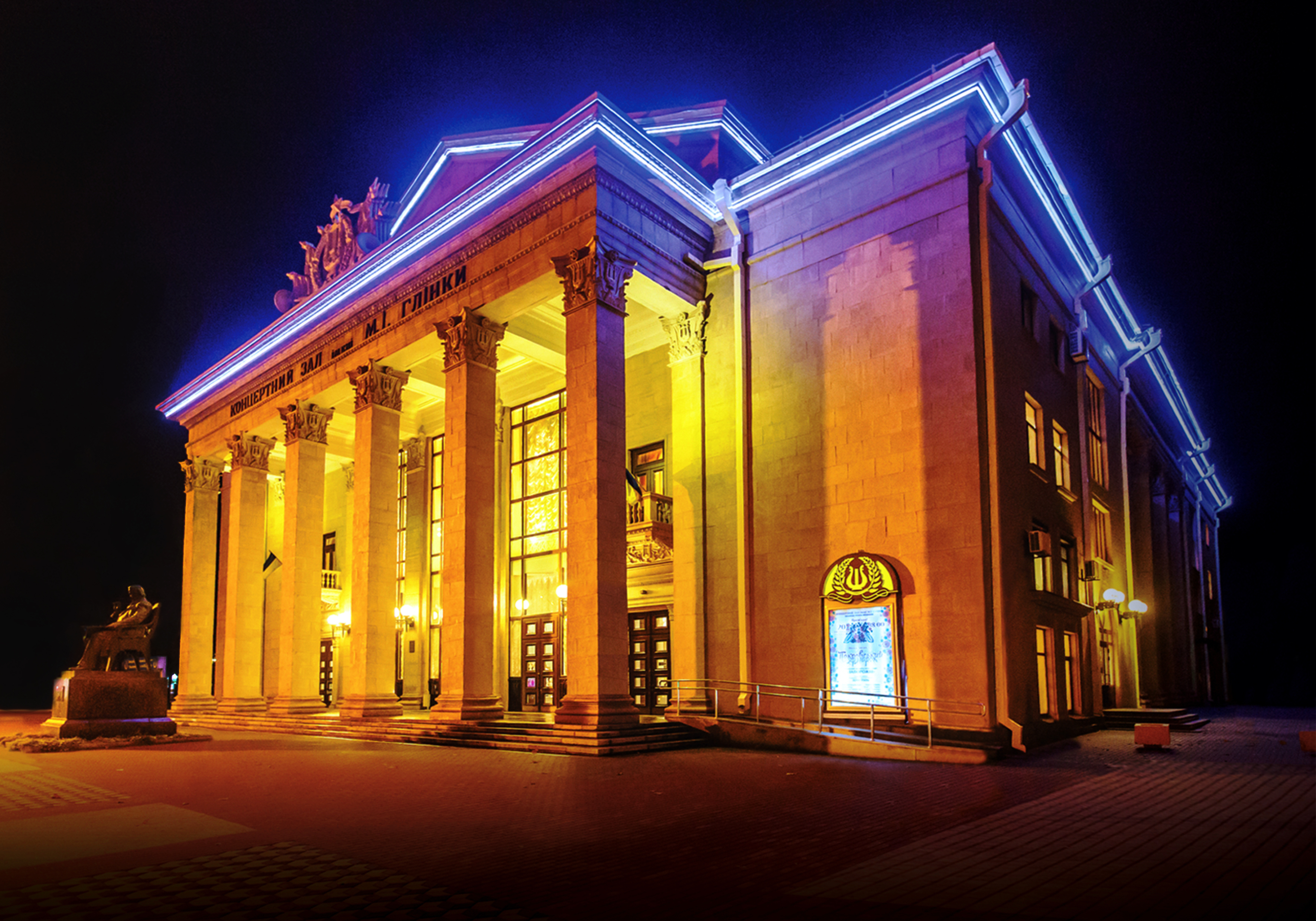
Краєвид філармонії ввечері

Запорізька обласна філармонія належить до закладів високого мистецтва, які займають лідируючу позицію в Україні. Багаторічна праця колективу обласної філармонії спрямована на збереження й гідне продовження найкращих духовних і музичних традицій, збагачення творчого потенціалу й розвиток української культури.
Склад філармонії налічує 252 співробітники, у т. ч. 174 особи — художньо-артистичний персонал. Почесне звання мають 14 працівників, в тому числі: «Народний артист України»-2, «Заслужений діяч мистецтв України»-1, «Заслужений артист України»-8, «Заслужений працівник культури України»-3, 33 кавалери орденів, лауреати та дипломанти міжнародних та всеукраїнських конкурсів виконавського мистецтва.
Культурно-мистецькі проєкти Запорізької обласної філармонії направлені на реалізацію ідеї національного відродження і розвитку України, популяризацію та пропаганду кращих здобутків національної та світової музичної культури. Це справжній симбіоз всіх видів мистецтва і неповторної феєрії музики.
Щорічно Запорізькою обласною філармонією проводиться понад 350 різнопланових культурно-мистецьких заходів.
На особливу увагу заслуговують презентації ландшафтних театралізованих постановок: «Запорожець за Дунаєм» на острові Хортиця, на території історико-культурного комплексу «700-річний Запорозький дуб» та на сцені Співочого поля Печерського ландшафтного парку м. Києва (2015-2016); «Покровський ярмарок» на території історико-культурного комплексу «700-річний Запорозький дуб» (2016); «FOLK&ROCK» на сцені Співочого поля Печерського ландшафтного парку міста Києва.
З метою встановлення творчих партнерських відносин філармонією запроваджено культурно-мистецьку акцію «Дві філармонії — одна країна». У 2018—2021 роках до співпраці залучено Івано-Франківську, Кіровоградську, Вінницьку, Львівську, Черкаську, Одеську, Дніпропетровську філармонії. Колективи обласної філармонії неодноразово мали честь виступити на сцені Колонної зали імені Миколи Лисенка Національної філармонії України.
За ініціативи генерального директора обласної філармонії Ірини Конаревої у Запорізькій обласній філармонії започатковано проведення постійнодіючих нових творчих проєктів:
- "Філармонія-дітям" (з 2016 р) — щонеділі колективи та солісти філармонії презентують юним глядачам музично-пізнавальні програми, сприяють духовному та естетичному вихованню дітей та молоді Запорізького краю;
- "Мистецькі зустрічі у камерній залі"' (з 2019 року) — щосереди артисти обласної філармонії запрошують шанувальників на живе спілкування з класичною музикою.

Обласна філармонія активно підтримує фестивальний рух. Особливу популярність здобули знакові мистецькі форуми:
- Міжнародний фестиваль-конкурс дитячого та юнацького виконавського мистецтва «Акорди Хортиці»;
- Всеукраїнський фестиваль духовної музики «БЛАГОFEST»;
- спільні міжнародні фестивальні заходи: «Французька весна в Україні», «Сьома Бахівська академія», «SeptemberMusicFest» тощо.

На сцені Запорізької обласної філармонії постійно виступають провідні національні, академічні, заслужені творчі колективи та зірки світового рівня: Національний академічний оркестр народних інструментів України, Національний заслужений академічний ансамбль танцю України імені Петра Вірського, Національний заслужений академічний народний хор України імені Григорія Верьовки, Національний академічний симфонічний оркестр, Національний академічний Гуцульський ансамбль пісні і танцю «Гуцулія»,  Національна капела бандуристів України імені Г.Майбороди, народний артист України, Герой України Василь Зінкевич, народний артист України Назарій Яремчук,  народна артистка України, Герой України Ніна Матвієнко; зарубіжні виконавці: Жан-Марі Леруа (Франція), Максим Зекіні (Франція), Пабло Боджіано (Аргентина), Клод  Делангль (Франція), Любомир Мельник (Канада), Юліан Китастий (Америка), Девід Рассел Хьюм (Велика Британія) тощо.
За високу професійну майстерність, вагомий внесок у розвиток культури Запорізького краю колективи та працівники Запорізької обласної філармонії неодноразово нагороджені Державними нагородами України: Орденами «За заслуги» ІІ та ІІІ ступеня, Грамотою Верховної Ради України, Орденом княгині Ольги ІІІ ступеня,почесними відзнаками Міністерства культури України, орденами, медалями та грамотами Запорізької обласної державної адміністрації, Запорізької обласної ради, Запорізької міської ради.
Наприкінці жовтня 2023 року на сайті Запорізької міської ради опубліковані переліки міських об'єктів, які містять «радянську символіку, символіку пов'язану з російською федерацією, символіку російської імперської політики» та «комуністичну символіку». Серед таких об'єктів — пам’ятник Михайлу Глінці, який встановлений напроти головного входу до філармонії та підлягає демонтажу.

## Колективи філармонії
У складі філармонії діють 5 творчих колективів, у тому числі 2 іміджевих мистецьких формування мають статус «академічний»:
- єдиний в області академічний симфонічний оркестр. Головний диригент — народний артист України В’ячеслав Редя, диригент — лауреат міжнародних конкурсів Надія Другова. У складі оркестру — 80 артистів.
- лауреат премії імені Івана Паторжинського Українського фонду культури — академічний козацький ансамбль пісні і танцю «Запорожці». Художній керівник-заслужений діяч мистецтв України Лілія Гринь, головний хормейстер - заслужений артист України Сергій Черногор, керівник оркестру — заслужений артист України Олег Кугаєвський, балетмейтер-постановник — Олег Кравець. У складі колективу — 50 артистів.

Новостворені колективи:
- «Диксиленд» артистів академічного симфонічного оркестру під керуванням Дмитра Мітніка. У складі "Диксиленду" - 10 артистів. Презентація нового творчого колективу відбулась у березні 2018 року;
- ансамбль бандуристів "ЛюбоGRAY". Перший виступ колективу відбувся у  лютому 2021 року в рамках концертної програми Національної капели бандуристів України імені Г. І. Майбороди;
- джаз-квартет під керуванням Юрія Крюкова. Прем'єрний виступ колективу відбувся у квітні 2021 року.

Академічний симфонічний оркестр
- Диригент — лауреат міжнародних конкурсів Дмитро Мітнік.
- Головний диригент — лауреат всеукраїнських конкурсів Василь Коваль.

Провідний мистецький колектив країни. У складі оркестру 80 артистів.
Симфонічний оркестр Запорізької обласної філармонії створений 6 листопада 1957 року.
30 жовтня 2002 року симфонічному оркестру Запорізької обласної філармоніїприсвоєно почесний статус "академічний".
Академічний симфонічний оркестр – лауреат премії імені І. Паторжинського Українського фонду культури; лауреат премії Запорізької обласної державної адміністрації «За досягнення у галузі музичного мистецтва імені І. Паторжинського» за реалізацію проекту «CARMINA BURANA», володар численних спеціальних призів «За високу виконавську майстерність».
У 2019 році за заслуги перед Українським народом колектив академічного симфонічного оркестру Запорізької обласної філармонії відзначено почесною нагородою — Грамотою Верховної Ради України.
З 1957 по 1987 роки з оркестром працювали талановиті диригенти: 
- народний артист України, професор Юрій Луців (1957—1960);
- заслужений артист Росії Авет Апкарян (1960—1965);
- заслужений діяч мистецтв Росії Фелікс Комлєв (1967—1970);
- заслужений артист України Володимир Данілов (1970—1971);
- заслужений діяч мистецтв України Сергій Дудкін (1971—1985);
- Михайло Сєчкін (1976—1988).

З 1987 року академічний симфонічний оркестр очолює головний диригент, народний артист України В'ячеслав Редя.
З жовтня 2019 року у колективі працює диригент— лауреат міжнародних конкурсів Надія Другова.
З вересня 2023 року посаду головного диригента обіймає Василь Северинович Коваль.
Репертуарна палітра оркестру охоплює майже всю панораму світової музики. Вичерпно представлена класика в симфонічних полотнах В. А. Моцарта, Й. Гайдна, Людвіга ван Бетховена, Й. Брамса, А. Брукнера, П. Чайковського, Г. Малера. Неповторну чудову інтерпретацію отримали твори українських композиторів: М. Лисенка, Л. Ревуцького, К. Стеценка, М. Леонтовича, Д. Бортнянського, С. Людкевича та сучасних композиторів: С. Прокоф'єва, Д. Шостаковича, Я. Акутагави, А. Пьяццоли, А. Ешпая, Г. Свиридова та інших.
Тісні творчі стосунки пов’язують колектив з сучасними українськими авторами.У прем'єрному виконанні академічного симфонічного оркестру звучали твори: Симфонія-епітафія «День скорботи і пам'яті» В. Губи, Концерт для оркестру № 1 та «Тріумфальна увертюра» І. Карабиця, Концерт для фортепіано з оркестром «Чорнобильський» та Концерт № 2 для фортепіано з оркестром О. Костіна, Симфонія № 2 «Героїчна» та Камерна симфонія  № 3 для флейти з оркестром Є. Станковича, "Українська карпатська рапсодія №1" Л. Колодуба, Концерт для валторни з оркестром, Концерт для скрипки з оркестром І. Шамо, Концерт для баяну з оркестром В. Рунчака, Народна симфонія єднання «Україна» для двох хорів та симфонічного оркестру В.Зубицького, Концерт для скрипки з оркестром у двох частинах Н. Боєвої, Концерт для скрипки та симфонічного оркестру, романси «Сон», «Іди, доню» Г. Хазової, Адажіо для струнних Д. Савенка, «Діалог» і «Танок маріонеток» В. Колядюка тощо.
Академічний симфонічний оркестр співпрацює з видатними колективами України: Національною заслуженою академічною капелою України «Думка», хором та солістами Харківського Національного академічного театру опери та балету,академічною чоловічою хоровою капелою імені Л. Ревуцького, Галицьким академічним камерним хором,  хором та солістами Дніпропетровського академічного театру опери та балету. В рамках мистецької рубрики «Класика та сучасність» з академічним симфонічним оркестром виступали відомі виконавці: Богдана Півненко, Андрій Ільків, Юрій Кот, Лідія Футорська, Оксана Шепетько, Станіслав Зубицький, Олександр Рукомойніков, Ольга Рівняк, Володимир Кошуба, Тарас Штонда, Каріна Кондрашевська, Галина та Леся Тельнюк, Олександр Михайлов, Олександр Сінчук, Олексій Ботвінов тощо.
Колектив з успіхом гастролює Україною та за її межами. Під керуванням маестро В'ячеслава Реді оркестр неодноразово отримував міжнародне визнання та високу оцінку слухачів. З аншлагами відбувались концертні програми у Італії, Південній Кореї, Сербії, Угорщині, Франції, Австрії, Швейцарії, Білорусі.
У репертуарі оркестру — різножанрові програми та тематичні концертні цикли: «Видатні митці України», «Зарубіжні гастролери», «Зірки оперної сцени», «Нові імена», «Симфонія єднання», «Класика та сучасність», «Шедеври світової класики», «Маестро запрошує», «Музичні хіти великого екрану», «О, Париж!», «Планети», «Симфонія сяйва», «Великі романтики», «Симфонія жартів» та інші.
Академічний симфонічний оркестр є гордістю Запорізької області, гідним представником національного та світового музичного мистецтва!
Академічний козацький ансамбль пісні і танцю «Запорожці»
- Художній керівник — заслужений діяч мистецтв України Лілія Гринь.
- Головний хормейстер — заслужений артист України Сергій Черногор.
- Керівник оркестру — заслужений артист України Олег Кугаєвський.
- Балетмейстер-постановник Олег Кравець.

Колектив створений у 1993 році за ініціативи управління культури Запорізької облдержадміністрації і є справжньою мистецькою візитівкою козацького пісенно-хореографічного мистецтва країни.
25 грудня 1993 року відбувся перший концерт козацького ансамблю пісні і танцю «Запорожці». Колектив є лауреатом премії імені Івана Паторжинського Українського фонду культури, дипломантом всеукраїнського фестивалю-конкурсу народної хореографії імені Павла Вірського, кавалером ордену «За заслуги перед Запорізьким краєм» ІІІ ступеню.
У 2017 році колективу присвоєно статус «академічний». У 2019 році академічний козацький ансамбль пісні і танцю «Запорожці» відзначив 25-річний ювілей. У складі ансамблю 50 артистів.
Академічний козацький ансамбль пісні і танцю «Запорожці» неодноразово презентував мистецтво козацького краю на кращих сценах України та за кордоном: у Польщі, Сербії, Молдові, Києві, Тернополі, Полтаві, Рівному, Кропивницькому, Луганську, Дніпрі та інших.
Репертуар академічного козацького ансамблю пісні і танцю «Запорожці» складають перлини української класики, популярні твори українських сучасних композиторів, твори старовинної духовної спадщини, масштабні вокально-хореографічні композиції, обробки українських народних пісень, авторські пісні, народні танці в оригінальних постановках.
Серед творчих доробок колективу популярні концертні програми: «Козацькому роду нема переводу», «Різдвяні зустрічі», «Мій Шевченко», «Голос, що підкорює світ», «Козацька вольниця — земля невмирущої слави», «KOZAK DANCE», «З музикою в серці», «Будьмо козаками!», «Звучи, рідна мово!», «До нашого дому Миколай іде» тощо.
Високий професіоналізм, глибокий творчий потенціал ансамблю особливо яскраво розкрився у сучасних мистецьких постановках: фольк-мюзиклі "Покровський ярмарок", казці-мюзиклі "Пригоди Крутивуса", театралізованому дійстві за мотивами творчості Лесі Українки "Лісова пісня", сучасних музичних програмах "FOLK & ROCK", "JAZZ, FOLK, ROCK", мистецькому проєкті "Легенда про Отамана" за мотивами п’єси І. Карпенко-Карого "Сава Чалий" та інших.
Ансамбль є творчою базою для проведення майстер-класів щодо підвищення кваліфікації керівників творчих колективів Запорізької області та зарубіжжя.
Своїм натхненним мистецтвом академічний козацький ансамбль пісні і танцю «Запорожці» робить значний внесок у реалізацію ідеї національного відродження  України та розвиток музичного мистецтва країни.

## Персоналії
- Малицька Любов Іванівна  — народна артистка України, артист-вокаліст (соліст), провідний майстер сцени;
- Редя Вячеслав Васильович — народний артист України, головний диригент академічного симфонічного оркестру;
- Гринь Лілія Олександрівна — заслужений діяч мистецтв України, художній керівник академічного козацького ансамблю пісні і танцю "Запорожці";
- Бренгач Олександр Андрійович — заслужений артист України, артист вищої категорії академічного симфонічного оркестру;
- Кугаєвський Олег Борисович - заслужений артист України[3], керівник оркеструакадемічного козацького ансамблю пісні і танцю «Запорожці»;
- Медвєдєв Володимир Дмитрович — заслужений артист України, артист вищої категорії академічного симфонічного оркестру;
- Ревуцький Ярослав Анатолійович — заслужений артист України, артист вищої категорії академічного симфонічного оркестру;
- Солом’янчук Віталій Анатолійович — заслужений артист України, артист вищої категорії академічного симфонічного оркестру;
- Турчанінова-Нетреба Ілона Леонідівна — заслужена артистка України, артист вищої категорії академічного симфонічного оркестру;
- Худяков Сергій Леонідович — заслужений артист України, артист вищої категорії академічного симфонічного оркестру;
- Черногор Сергій Вікторович — заслужений артист України, головний хормейстер академічного козацького ансамблю пісні і танцю «Запорожці»;
- Ходакова Алла Семенівна — заслужений працівник культури України, музикознавець вищої категорії.